# セシル・デ・ボー

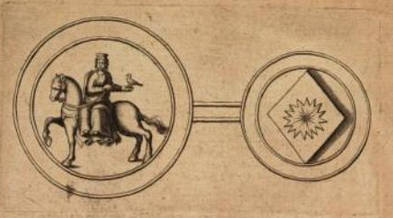
セシル・デ・ボーのシール

セシル・デ・ボー（フランス語：Cécile des Baux, 1230年 - 1275年5月21日）は、サヴォイア伯アメデーオ4世の妃。また、息子ボニファーチョが若年の間、サヴォイアの摂政をつとめた。その美しさからパッセローズ（Passerose）と呼ばれた。イタリア語名はチェチーリア・デル・バルツォ（Cecilia del Balzo）。

## 生涯

### 出自
セシルはレ・ボーおよびヴェネッサン領主・マルセイユ子爵バラル1世とシビーユ・ダンデューズの娘として1230年ごろに生まれた。母シビーユはピエール・ベルナール・ダンデューズとコンスタンス・ド・トゥールーズの娘で、コンスタンスはトゥールーズ伯レーモン7世の妹である。

### 結婚
セシルはヴィエノワのドーファン・ギーニュ5世と婚約したが、両者とも若年であったため結婚は成立しなかったとされている。しかし、ギーニュ5世（1125年 - 1162年）は年代が合わないため、ギーニュ7世のことではないかといわれる。ギーニュ7世はプロヴァンスにおいてバラル1世に捕らえられ、バラルの娘との結婚を約束することによりギーニュ7世は解放された。しかし、ギーニュ7世は帰還した後、1253年にサヴォイア伯ピエトロ2世とアニェス・ド・フォシニーの娘ベアトリーチェ（1237年 - 1310年）と結婚した。
その後、セシルは伯父レーモン7世により、最初の妃マルグリット・ド・ブルゴーニュと死別していたサヴォイア伯アメデーオ4世との結婚が決められた。サヴォイア伯は、「シャンベリおよびモンメリアンの町と城に帰する千マルクの寡婦財産」を約束した。セシルはエクス領主アンベール・ド・セセルをサヴォイア伯の代理として代理結婚式を行った。結婚式は1244年1月にオランジェ大聖堂において行われた。

### サヴォイア伯妃および摂政として
1252年、死の1年前にサヴォイア伯アメデーオ4世は遺書を書き、自身が若くして死去した場合、弟ピエモンテ領主トンマーゾ2世と妃セシルが息子ボニファーチョの摂政となるよう規定した。ボニファーチョが伯位を継承した時わずか9歳であったため、母セシルと叔父トンマーゾ2世の摂政の下に置かれた。トンマーゾ2世が1259年に死去した時、セシルは単独の摂政となった。セシルが最初に行ったことは、プチ・サン・ベルナール峠を通る旅人を案内する住民の助けと引き換えに、サン＝ジェルマン＝シュル＝セエの税金を免除することであった。セシルの摂政政治の下で、ボニファーチョの叔父ピエトロ2世やフィリッポ1世は領地を獲得し続け、ボニファーチョの名で周囲の地域に影響を与え続けた。
セシルは1275年5月21日に死去し、オートコンブ修道院に埋葬された。

## 子女
セシルとアメデーオ4世の間には、3子もしくは4子が生まれた。
- ボニファーチョ（1245年 - 1263年）[8] - サヴォイア伯
- ベアトリーチェ（1245年 - 1292年） - シャテル＝ブラン領主ピエール・ド・シャロン・ド・ブルゴーニュ＝イヴレと結婚、1274年にマヌエル・デ・カスティーリャ（カスティーリャ王フェルナンド3世の息子）と再婚[2][9]。
- コスタンツァ - 未婚[10]
- エレオノーラ - 1269年にボージュー領主ギシャールと結婚[2][11]